# Daktyl
En daktyl (gr. δάκτυλος dáktulos, "finger") er en versefod, der har en betonet stavelse plus to ubetonede stavelser og en faldende betoning. (-..) Det er dermed det modsatte af en Anapæst.

## Ord der udtales som daktyl
- Vielse
- Juletræ
- Tegnebog
- Vandrestav
- Bagindgang
- Jordskredsvalg